# Kathleen Karr
Kathleen Karr (nombre de nacimiento de Kathleen Csere; Allentown, 21 de abril de 1946 – Chicago, 6 de diciembre de 2017) fue una escritora de novela histórica y de literatura infantil estadounidense, ganadora del Premio Golden Kite por su libro The Boxer.

## Carrera
Karr nació en Allentown (Pensilvania) pero creció en la granja avícola de Weymouth Se graduó en la Universidad Católica de América en Washington D. C. en 1968 y el máster en la literatura inglesa en Providence College de Providence (Rhode Island) en 1971.
Karr trabajó en el American Film Institute de Washington D. C. en 1971. Después de un año allí, trabajó en el Círuclo de Teatro hasta que nació su hija. Empezó a escribir con su primera novala Light of My Heart en 1984. Después de que sus hijos pequeños le pidieron que escribiera una historia para ellos, publicó su primer libro para niños It Ain't Always Easy (1990), y se dedicó completamente a su faceta de escritora, tanto para niños como para adultos.
En su novela The Great Turkey Walk, representa el movimiento de aves de corral de condado a condado donde las aves de corral se caminaban desde Union (Virginia Occidental) al Condado de Monroe a los corrales de la misma manera que se hizo durante siglos.
Es autora de "Gilbert and Sullivan Set Me Free" sobre una prisión de mujeres. Basado en un evento histórico en 1914, las reclusas de la prisión de mujeres en Sherborn (Massachusetts). En su novela, el capellán de la prisión utiliza el poder transformador de la música y el teatro para ayudar a los reclusos reformados y reunirlos en una comunidad enérgica.

## Obra
- Fortune's Fool (2008)
- Born for Adventure (2007)
- Worlds Apart (2005)
- Mama Went to Jail for the Vote (2005)
- Exiled: Memoirs of a Camel (2004)
- Gilbert & Sullivan Set Me Free (2003)
- The 7th Knot (2003)
- Bone Dry (2002)
- Playing With Fire (2001)
- The Boxer (2000)
- It Happened In the White House (2000)
- Skullduggery (2000)
- Man of the Family (1999)
- The Great Turkey Walk (1998)
- Oregon, Sweet Oregon (1998)
- Lighthouse Mermaid (1998)
- Gold Rush Phoebe (1998)
- Phoebe's Folly (1997)
- Spy in the Sky (1997)
- Go West, Young Women (1997)
- In The Kaiser's Clutch (1995)
- Oh, Those Harper Girls (1995)
- The Cave (1994)
- The Promised Land (1993)
- Gideon and the Mummy Professor (1993)
- It Ain't Always Easy (1990)